# NBA 2K17
NBA 2K17 ist ein Basketball-Sportsimulations-Spiel der NBA-2K-Serie, welches von Visual Concepts entwickelt und von 2K Sports veröffentlicht wurde. Der weltweite Release war der 20. September 2016. Das Cover ziert der Basketball-Star Paul George. NBA 2K17 ist die 18. Ausgabe des Sportvideospiels. Im Spiel ist es möglich, mit allen Teams der NBA zu spielen und auch mit den kanadischen Teams.
Das Spiel ist für den Windows-PC, die PlayStation 4, die PlayStation 3, die Xbox One und die Xbox 360 erhältlich. Neben der Standardversion erschien zudem eine „Legend Edition“ mit Kobe Bryant als Cover-Star. Im Spiel kann man mit allen Teams aus der NBA spielen sowie mit 21 Europa-Teams z. B. mit ALBA Berlin oder mit CSKA Moskau.

## Kritik
Auf der Website Metacritic wurde das Spiel durchweg positiv bewertet.